# Municipio de Monroe (condado de Livingston)
El municipio de Monroe (en inglés: Monroe Township) es un municipio ubicado en el condado de Livingston en el estado estadounidense de Misuri. En el año 2010 tenía una población de 309 habitantes y una densidad poblacional de 3,42 personas por km².

## Geografía
El municipio de Monroe se encuentra ubicado en las coordenadas 39°39′20″N 93°42′10″O / 39.65556, -93.70278. Según la Oficina del Censo de los Estados Unidos, el municipio tiene una superficie total de 90.29 km², de la cual 90,29 km² corresponden a tierra firme y (0 %) 0 km² es agua.

## Demografía
Según el censo de 2010, había 309 personas residiendo en el municipio de Monroe. La densidad de población era de 3,42 hab./km². De los 309 habitantes, el municipio de Monroe estaba compuesto por el 95,79 % blancos, el 1,29 % eran afroamericanos, el 0,32 % eran amerindios, el 0,32 % eran de otras razas y el 2,27 % eran de una mezcla de razas. Del total de la población el 0,32 % eran hispanos o latinos de cualquier raza.